# 세드릭 디고리
세드릭 디고리(영어: Cedric Diggory) 또는 케드릭 디고리는 해리 포터 시리즈의 등장 인물 가운데 한 명이다. 해리 포터가 3~4학년때 후플푸프의 반장이자 퀴디치 주장이었다. 후플푸프의 수색꾼이었다. 트라이위저드 시합에도 나가며, 해리에게 승리를 양보하지만 결국 우승을 위해 함께 트라이위저드 컵을 잡았다. 그러나 트라이위저드 컵에는 흑막이었던 바티미어스 크라우치 2세에 의해 포트키 마법이 걸려 있었기에 이동된 톰 리들 시니어의 무덤에서 피터 페티그루에게 살인 저주를 맞아 사망했다. 초 챙이 좋아했다.